# Cừu Katumskie

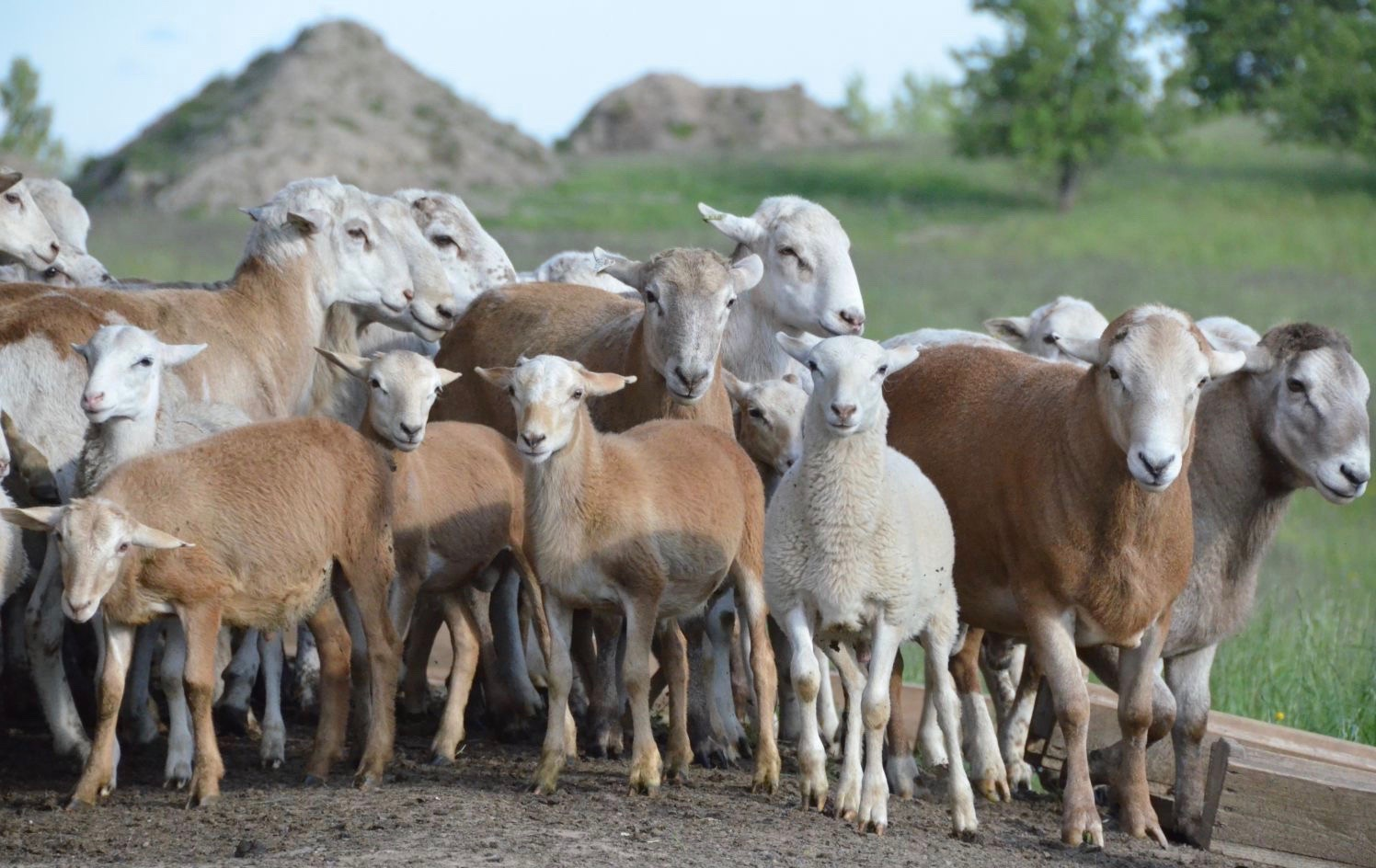
Một đàn cừu Катумские

Cừu Katumskie (tiếng Nga: Катумские овцы) là một giống cừu nhà có nguồn gốc từ Nga, đây là giống cừu được phát hiện và công nhận trong năm 2014, chúng thuộc nhóm giống cừu hướng thịt được nuôi để lấy thịt cừu. Chính ý nghĩa kinh tế và kinh tế vì cho năng suất thịt đã làm giống cừu này trở nên quan trọng.

## Lịch sử
Những giống vật nuôi này đã hình thành trong thế kỷ XXI (đề cập đến đầu tiên là năm 2013) trong SHP "Katumy" của huyện Vsevolozhsk của khu vực Leningrad bằng cách hấp thụ lai chuyển đổi các giống cừu hiện hữu. Công trình được chứng thực của nông dân Lebed Oleg Stanislavovich. Mục đích chính của tất cả các công trình lấy cừu Gladkoshёrstnoy với một năng suất cao của giống cừu thịt. Được đặt tên theo địa điểm của giống ban đầu nơi huyện Katumy Vsevolozhsk của khu vực Leningrad. Cừu Katumskih được nuôi trong Vsevolozhsk, Boksitogorsk, huyện Priozersk của khu vực Leningrad. Có giá trị chứng khoán giống hoàng gia được chứa trong lãnh thổ của SHP trong hợp tác xã nông nghiệp "Katumy", nằm trong khu vực Leningrad của Nga.

## Đặc điểm
Cừu Katumskie là một giống cừu hướng thịt lông ngắn có tầm vóc lớn, thịt loại này có thể chế biến thức ăn nhanh, chúng có một tổng thể cấu trúc cơ thể mạnh mẽ, tốc độ tăng trưởng trung bình, xương chắc khỏe, cơ bắp phát triển, ngực rộng và sâu, đuôi dài trung bình, đầu chúng khuyết sừng ở cả hai giới. Những con cừu đực to lớn hơn. Tỷ lệ cao sinh cao gấp đôi và gấp ba mức sinh của một số giống cừu có ở Nga. Cừu non có tỷ lệ tăng trưởng cao và tăng cân nhanh chóng.
Cừu đực và cừu cái có hiện tượng dậy thì sớm và lâu dài vẫn còn sinh sản, không dễ bị vó bệnh, các bệnh truyền nhiễm và ký sinh trùng có khả năng phục hồi cao, phổ biến có thể chịu đựng mùa đông với bất kỳ sương che phủ, bảo vệ khỏi tiếp xúc trực tiếp với mưa và tuyết, được trang bị với những người uống nước nóng (nước ấm trong kho lạnh thức ăn chăn nuôi và giảm tiêu thụ năng lượng bằng 30%). Cừu rất điềm tĩnh, biết vâng lời, và có vẽ như hơi lảnh đạm, có thể sống mà không có sự bao vây, những động vật lớn có thể chịu được trọng lượng của thức ăn trên một điều kiện eo hẹp.
Cừu có sắc lông màu vàng, ánh sáng màu đỏ với các biến thể khác nhau của các đốm trắng và màu đỏ vừa. tính năng phân biệt của chúng là da đầu chủ yếu bao gồm tóc, và chỉ trong lớp lông lạnh xuất hiện rằng với sự khởi đầu của mùa ấm áp, vì vậy các con chiên không cần xén lông ấm áp mùa đông lớp lông vào mùa xuân. Các tính năng chính là thịt có hương vị nhẹ, không có hương vị mùi xạ (mùi hăng), nạc, giống như một con bê. Ở dạng thành thịt thành phẩm có thể ăn nóng và lạnh, là một thành phần acid béo cần thiết. Các món ăn thịt có thể thay thế cho thịt bò và thịt lợn. Hương vị chất lượng thịt không thay đổi với độ tuổi của con vật. 